# Cámara Municipal de Río de Janeiro
La Cámara Municipal de Río de Janeiro (en portugués: Câmara Municipal do Rio de Janeiro) es el órgano legislativo del municipio brasileño de Río de Janeiro. Sus orígenes se remontan a 1565, a un ente constituido únicamente por un procurador y un juez ordinario, que posteriormente devendría en un organismo de carácter electivo formado por vereadores (concejales).
Tiene las funciones de fiscalizar, legislar, juzgar (las acciones del alcalde, vicealcalde o un vereador) y administrar. Además, informalmente, se le atribuye la función de intermediación de intereses vecinales, a veces interpretada como una práctica clientelar. Sus miembros son elegidos mediante un sistema proporcional de listas abiertas.
Desde 1977 el Palacio Pedro Ernesto alberga la sede del organismo.
La cámara sancionó la aprobación de la Ley Orgánica del municipio en 1990. 